# Stefan Kindermann

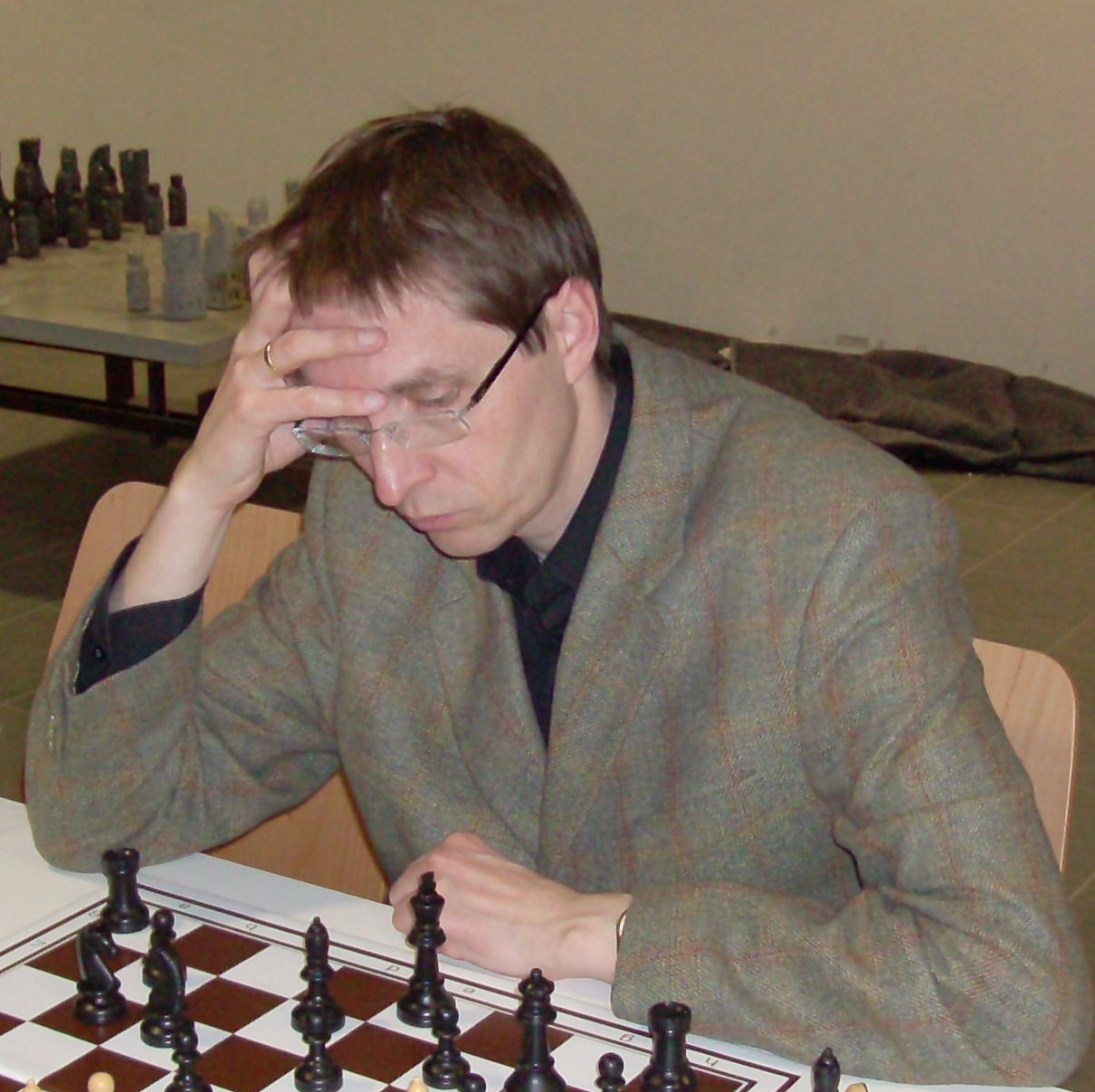
Stefan Kindermann, 2008

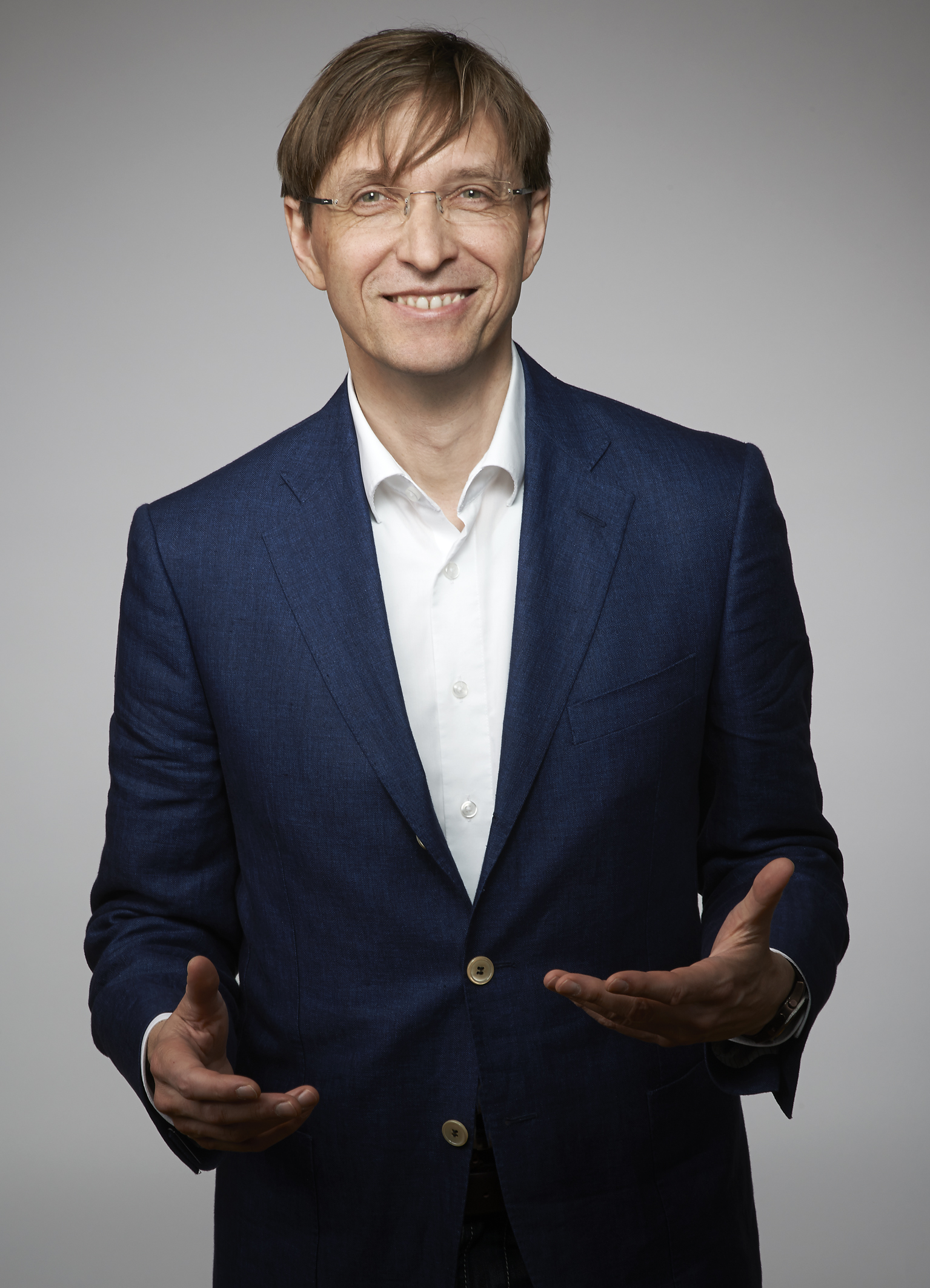
Stefan Kindermann (2013)

Stefan Kindermann (Wenen, 28 december 1959), is een Oostenrijks schaker met een FIDE-rating van 2546 in 2005 en een rating van 2509 in 2016. Hij is, sinds 1988, grootmeester.
Toen de vader van Stefan Kindermann, Gottfried-Karl Kindermann, in 1967 hoogleraar werd, verhuisde de familie naar München. Stefan Kindermann werd daar, op twaalfjarige leeftijd, lid van de schaakvereniging  Post SV München. In  1978 won hij de  Dähne-beker en besloot schaakprofessional te worden.  In 1985 werd hij gedeeld eerste bij de "Dortmunder Schachtagen". Hij won toernooien in  Biel (1986) en in Starý Smokovec (1987). In 1988 werd hij grootmeester (GM). In 1989 won hij het   Schachfestival Bad Wörishofen voor Tony Miles en Lucas Brunner. Zijn belangrijkste toernooiresultaat was de 1e plaats in het Zonetoernooi  in Ptuj in 1995. Daarmee kwalificeerde hij zich voor het FIDE-Wereldkampioenschap 1997/98, waar hij werd uitgeschakeld in ronde 2, door te verliezen van  Gilberto Milos. 
In 2004 stapte Kindermann over naar de Oostenrijkse Schaakbond.  
In augustus 2005 speelde hij mee in het toernooi om het kampioenschap van Oostenrijk dat in Gmunden verspeeld werd. Hij eindigde met 6 punten uit 11 ronden op de vierde plaats. 
Hij is auteur van diverse schaakboeken, o.a. over de  Winawer-variant (samen met Ulrich Dirr, 2001), het Leningrad Systeem in de Hollandse opening (2002) en de afruilvariant in de Spaanse opening (2005). Tussen 2000 en 2003 werkte hij voor uitgeverij Chessgate. Voor de Süddeutsche Zeitung schrijft hij wekelijks een schaakcolumn. In 2010 publiceerde hij, met Robert K. von Weizsäcker, het boek Der Königsplan. Strategien für ihren Erfolg. Over schaakstrategieën geeft hij ook lezingen aan docenten. 
Met een door hem gecomponeerde  eindspelstudie behaalde hij in 2002 bij het toernooi ter gelegenheid van de 50ste verjaardag van Jan Timman de eerste prijs. Aan het toernooi werd deelgenomen door  95 studiecomponisten uit 23 landen. 
Kindermann, die in 1996 een opleiding in  neurolinguïstisch programmeren afrondde, werkt ook als coach en trainer. Samen met Gerald Hertneck, Roman Krulich en Dijana Dengler was hij in 2005 de oprichter van de  Münchener Schachakademie en in 2007 van de Münchener Schachstiftung, die behoeftige kinderen helpt.

## Schaakverenigingen
In de Duitse bondscompetitie speelde Kindermann van 1980 tot 1995 voor FC Bayern München, waarmee hij in 1983, 1985, 1986, 1989, 1990, 1991, 1992, 1993 en 1995 kampioen van Duitsland werd, van 1995 tot 1999 voor Werder Bremen, van 1999 tot 2004 voor König Plauen en van 2004 tot 2009 voor TV Tegernsee. Sinds 2009 speelt hij voor de Münchense schaakclub MSA Zugzwang, die van 2012 tot 2016 in de 2e Duitse bondscompetitie speelde en in seizoen 2016/17 binnenkomt in de hoogste klasse.
In de Oostenrijkse bondscompetitie (tot 2003 staatscompetitie) speelde Kindermann van 1992 tot 1996 voor SC Inter Salzburg. In 1996 deed  hij de overstap naar de  SK Merkur Graz; met deze schaakvereniging werd  hij in 1997, 1998, 1999, 2000, 2001 en 2002 de winnaar van de Oostenrijkse staatscompetitie. In latere jaren gingen de deelnamerechten van SK Merkur Graz over naar de SV Frohnleiten (vanaf 2004 SV Holz Dohr), waarbij Kindermann speelde tot 2007.  Ook na 2007 is Kindermann geregistreerd als speler  in de bondscompetitie (tot 2009 voor SV Holz Dohr, daarna voor SK Sparkasse Jenbach), maar werd niet daadwerkelijk ingezet in competitiewedstrijden. 
In Frankrijk speelde hij in seizoen 2002/03 voor Echiquier Nanceien.

## Nationale teams
Kindermann nam tussen 1982 en 1994 met het Duitse nationale team deel aan zes Schaakolympiades, in 2008 en 2012 met het Oostenrijkse nationale team.  Met het Duitse nationale team nam hij in 1985 deel aan het Wereldkampioenschap schaken voor landenteams en in 1983 en 1989 aan het Europees kampioenschap schaken voor landenteams. Voor Oostenrijk speelde hij in 2009 en 2011 bij het Europees kampioenschap schaken voor landenteams. Zijn beste resultaat met een nationaal team was in 1989 toen hij derde werd bij de Europese Kampioenschappen.

## Externe koppelingen
- (en)   Informatie over schaakpartijen van Stefan Kindermann op ChessGames.com
- (en)   Informatie over schaakpartijen van Stefan Kindermann op 365chess.com
- (en)  FIDE-ratinggegevens voor Stefan Kindermann